# コロネーション島
コロネーション島（コロネーションとう、英語: Coronation Island）は、南極半島の北東にあるサウス・オークニー諸島の島。同諸島で最大面積を持ち、同諸島で最も高いニヴェア山（標高1,266 m）を擁する。

## 概要

サウス・オークニー諸島の拡大図。中央の大きな島がコロネーション島。

南極半島とイギリス領サウスジョージア・サウスサンドウィッチ諸島の中間に位置する東西46 km、南北5.6-14.8 kmの細長い島である。島の多くの部分が氷に覆われており、山がちで入り江が多い。北岸にあるオマニー湾、南岸にあるアイスバーグ湾などである。島の北西部にはペンギンポイントと呼ばれる場所があり、その西の沖合に向かってMelsom Rocks、Despair Rocks、Lay-brother Rockなどの岩が点在している。
1821年12月、アメリカ人のナサニエル・パルマーとイギリス人のジョージ・パウエルによって発見された。島の名前はこの年に行われたイギリス王ジョージ4世の戴冠式（コロネーション=戴冠）にちなみ、パウエルが名付けた。
同島を含むサウス・オークニー諸島はイギリスとアルゼンチンが領有権を主張しているが、南緯60度以南に位置するため南極条約により権利が凍結されている。

## 南極特別保護地区
1961年、島の北部、91.76 km2の領域が南極条約に基づく第114南極特別保護地区（ASPA-114、第14と呼ばれることもある）に指定された。この地区には海鳥の集団繁殖地が形成され、岩の露出部に地衣類が分布している。南極の中では低緯度に位置しながら、人間の立ち入りがほとんどなく地区の原生性が保たれていることから、人間の活動が盛んで影響を強く受けた地域との比較研究が可能と判断された。やむを得ない科学的調査を除き、あらゆる訪問は禁止されている。
島の気候データはないが、南隣のシグニー島に類似している（標高が高いため気温がより低い）と予想されている。地質は、地域的にはスコチア変成コンプレックスに属する岩石が多い。北端部のコンセプション岬にはヒゲペンギンの繁殖が見られ、その数はおよそ5,000と見積もられた。同岬や沿岸部には数種類の海鳥も確認されている。